# オレンジ&ブルー
『オレンジ&ブルー』（原題：Orange and Blue）は、アメリカ合衆国のギタリスト、アル・ディ・メオラが1994年に発表したスタジオ・アルバム。

## 背景
本作のレコーディングでは、ギブソンと共同開発したシグネイチャー・モデル「アル・ディ・メオラ・ジャズ・ギター」（同社のL-5に近いホロウ・ボディのギター）が多用された。ディ・メオラはギター以外にも様々な楽器を演奏しており、「オン・マイ・オウン」では自身初のピアノ演奏を披露した。
チック・コリア作の「母船のテーマ」は、元々はリターン・トゥ・フォーエヴァー名義のアルバム『第7銀河の讃歌』（1973年）に収録されていた曲で、本作ではディ・メオラ自身が作曲したイントロとエンディングが追加されている。

## 反響・評価
アメリカの『ビルボード』では、コンテンポラリー・ジャズ・アルバム・チャートで17位を記録した。ロバート・テイラーはオールミュージックにおいて5点満点中3点を付け「パット・メセニーの作風と似ている感もあるが、力強い演奏と楽曲の品質は推薦に値する」と評している。

## 収録曲
特記なき楽曲はアル・ディ・メオラ作。
1. パラディシオ - "Paradisio" - 7:19
2. チリアン・パイプ・ソング - "Chilean Pipe Song" - 4:51
3. タリーナ・チャント - "Ta'alina Chant" (Al Di Meola, Noa) - 1:55
4. オレンジ&ブルー- "Orange and Blue" - 7:31
5. ディス・ウェイ・ビフォア - "This Way Before" - 4:38
6. サマー・カントリー・ソング - "Summer Country Song" - 5:29
7. イフ・ウィ・ミート・アゲイン、パート1 - "If We Meet Again, Part I" - 1:29
8. イフ・ウィ・ミート・アゲイン、パート2 - "If We Meet Again, Part II" (Al Di Meola, Mario Parmisano, Hernan Romero) - 5:03
9. キプロス - "Cyprus" (Al Di Meola, George Dalaras, Polykarpos Kyriacou) - 3:50
10. 母船のテーマ - "Theme of the Mother Ship" (Chick Corea , Al Di Meola) - 5:24
11. プレシャス・リトル・ユー - "Precious Little You" - 4:24
12. カシミール - "Casmir" - 4:07
13. オン・マイ・オウン - "On My Own" - 3:22

## 参加ミュージシャン
- アル・ディ・メオラ - エレクトリック・ギター、アコースティック・ギター、クラシック・ギター、シンセサイザー、ドラムス、パーカッション、ヴァイオリン、ピアノ、フィンガー・スナップ他
- ハーナン・ロメロ - チャランゴ(#1, #2, #9)、アコースティック・ギター(#1, #12)、ボーカル(#1, #4, #6, #8, #10)、シンセサイザー(#3, #6)、ベル(#4, #8)、フィンガー・スナップ(#10)、ピアノ弦(#11)
- マリオ・パルミサーノ - ピアノ(#1, #2, #4, #5, #6, #7, #8, #9, #11, #12)、キーボード(#1, #2, #4, #5, #6, #7, #8, #9, #11)、ローズ・ピアノ(#10)、ハモンドオルガン(#10)、キーボード・ベース(#10)、フィンガー・スナップ(#10)、オーケストラル・ストリングス(#13)
- マーク・ジョンソン - アコースティック・ベース(#1, #2, #5, #6, #7, #8, #11, #12)
- ピノ・パラディーノ - フレットレスベース(#4)
- マヌ・カチェ - ドラムス(#4, #9, #11)
- ピーター・アースキン - ドラムス(#6, #7, #8)
- スティーヴ・ガッド - ドラムス(#10, #12)
- ガンビ・オーティス - コンガ(#4, #10)、ボンゴ(#12)
- アンドレス・ボヤースキー - サクソフォーン(#4)
- マイク・ピネラ - トランペット
- コンラッド・ハーウィグ - トロンボーン(#4)
- サイモン・シャヒーン - ヴァイオリン(#12)
- Noa - ボーカル(#3)
- ジョージ・ダララス - ボーカル(#9)